# Plano ABC (Chipre)
O Plano ABC (também conhecido como Iniciativa Nimetz) foi uma proposta de solução para a disputa cipriota, apresentada pelos Estados Unidos, mas também coautorada pela Grã-Bretanha e pelo Canadá, daí a sigla ABC (American-British-Canadian). O arranjo, proposto em 1979, projetava uma federação flexível entre as comunidades grega e turca do Chipre e se baseava em acordos anteriores entre líderes greco-cipriotas e turco-cipriotas, além de resoluções da ONU. Foi rejeitada por todas as partes.

## O plano
O plano consistia em doze pontos, sendo os mais importantes, segundo Eleftherios Michael:
- A criação de uma Federação Bizonal Bicomunal,
- Legislatura bicameral,
- Retirada de todas as tropas estrangeiras,
- Os cipriotas turcos devolveriam aos cipriotas gregos uma quantidade substancial de terras.

O governo federal central seria responsável pelas Relações Exteriores, Defesa, finanças e economia, portos, controles alfandegários e imigração.

## Recepção e consequências
O recém-eleito presidente greco-cipriota Spyros Kyprianou rejeitou rapidamente o plano, seguido pela Turquia. Mesmo assim, a Iniciativa Nimetz foi utilizada por outros secretários-gerais da ONU como base para novos planos.